# Cinto de Tomé

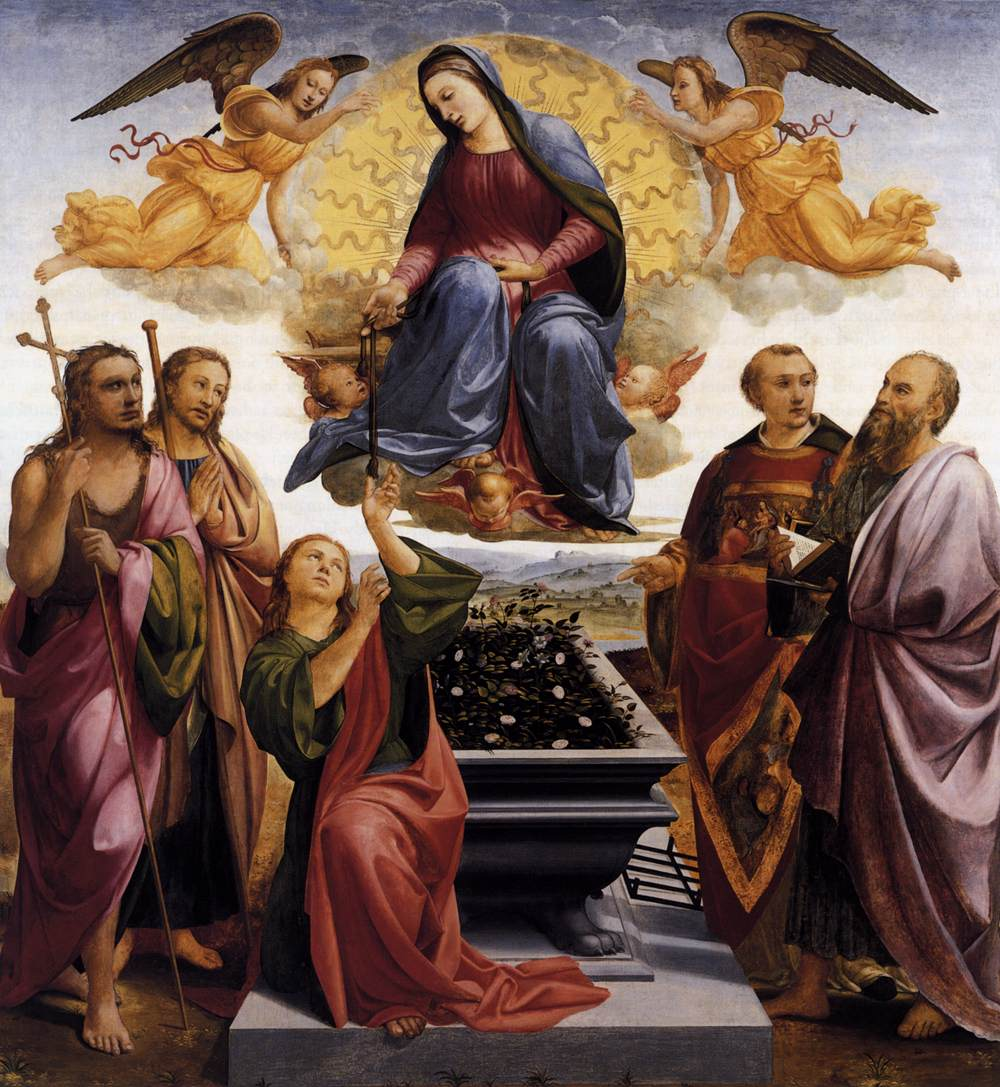
"Madona do Cinto". Nesta cena, a Virgem entrega o cinto ao apóstolo Tomé diretamente.
1517-9. Por Francesco Granacci e atualmente no John and Mable Ringling Museum of Art, na Flórida.

Cinto de Tomé, Cinto da Virgem, Santo Cinto (em italiano:  Sacra Cintola ou Sacro Cingolo) é uma relíquia cristã na forma de um "cinto" ou uma corda de pano com nós utilizada como cinto que, de acordo com uma tradição católica, foi lançado do céu pela Virgem Maria a São Tomé durante ou próximo da ocasião da Assunção de Maria ao céu. O cinto está abrigado na Catedral de Prato, na Toscana, Itália, onde é particularmente venerado por mulheres grávidas. A história foi frequentemente pintada em Florença e em toda a Toscana; sua exibição em Prato subsidiou comissões para diversos artistas do início do período renascentista.
A imagem da Madona neste episódio é chamada de Madona do Cinto (em italiano:  Madonna della Cintola).

## Tradição
A tradição do Cinto de Tomé provavelmente se originou no oriente e era bem conhecida na Itália no século XIV. Tomé é famoso não apenas pelo episódio de incredulidade relatado em João 20:24–29), mas também por sua missão à Índia. Na história do cinto, durante a Assunção, com os demais apóstolos ainda presentes, Tomé novamente perdeu a chance de vê-la, pois voltava da Índia. A Virgem, sabendo da natureza cética de Tomé, apareceu para ele individualmente e jogou-lhe o cinto que estava vestindo para dar-lhe uma prova física do que havia visto. Em outras versões, o próprio Tomé foi milagrosamente transportado da Índia para o Monte das Oliveiras para estar presente ao evento e a Virgem jogou-lhe o cinto conforme ia sendo levada para o céu.
A tradição é descrita brevemente na "Lenda Dourada", com Tomé perdendo o evento e recebendo o cinto depois. O cinto é um símbolo bastante comum da castidade e São Tomás de Aquino receberia o seu, de anjos, depois de uma tentação de natureza sexual.

### A relíquia em Prato

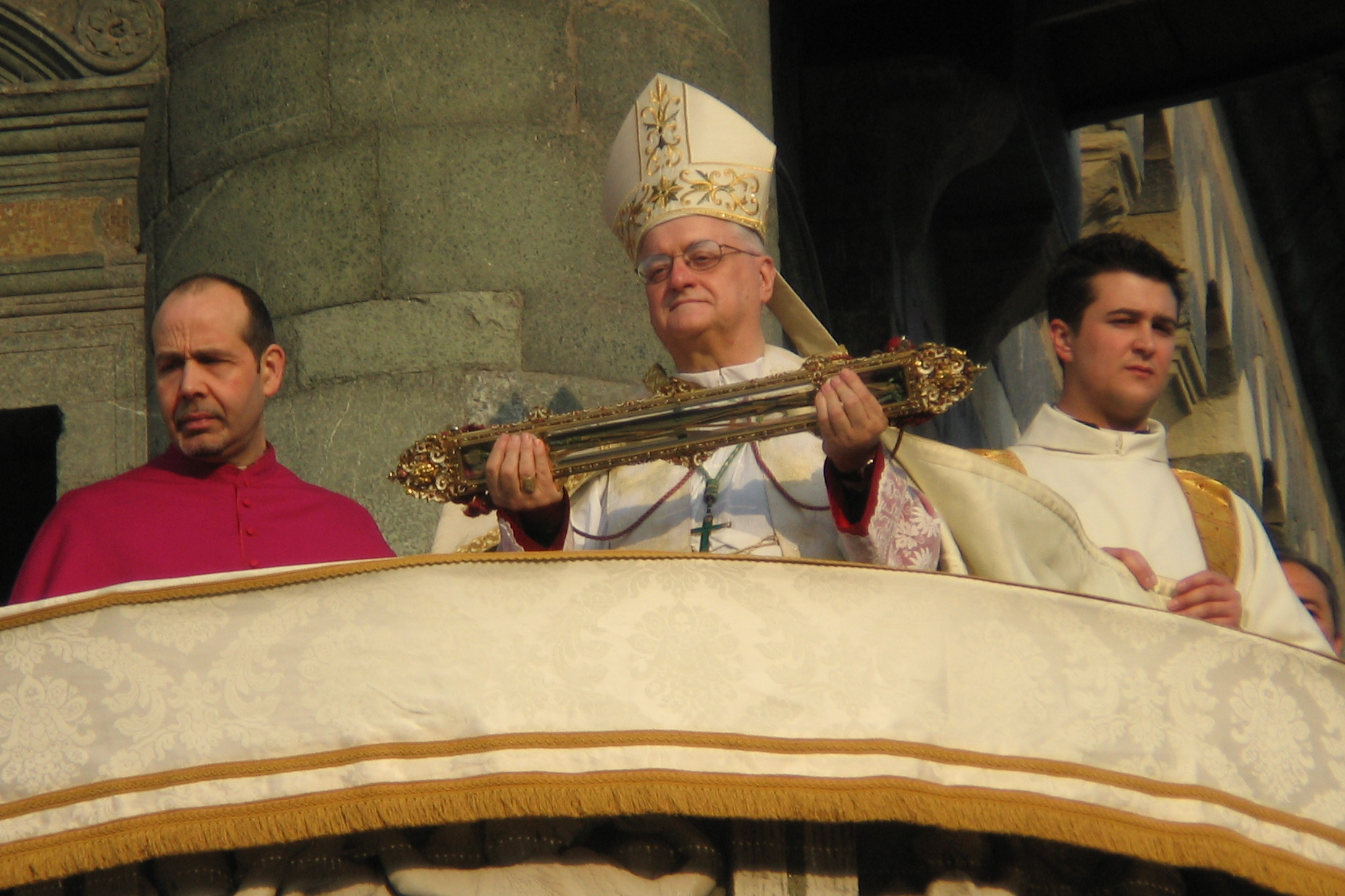
Santo Cinto exibido no púlpito de Donatello em 2007.

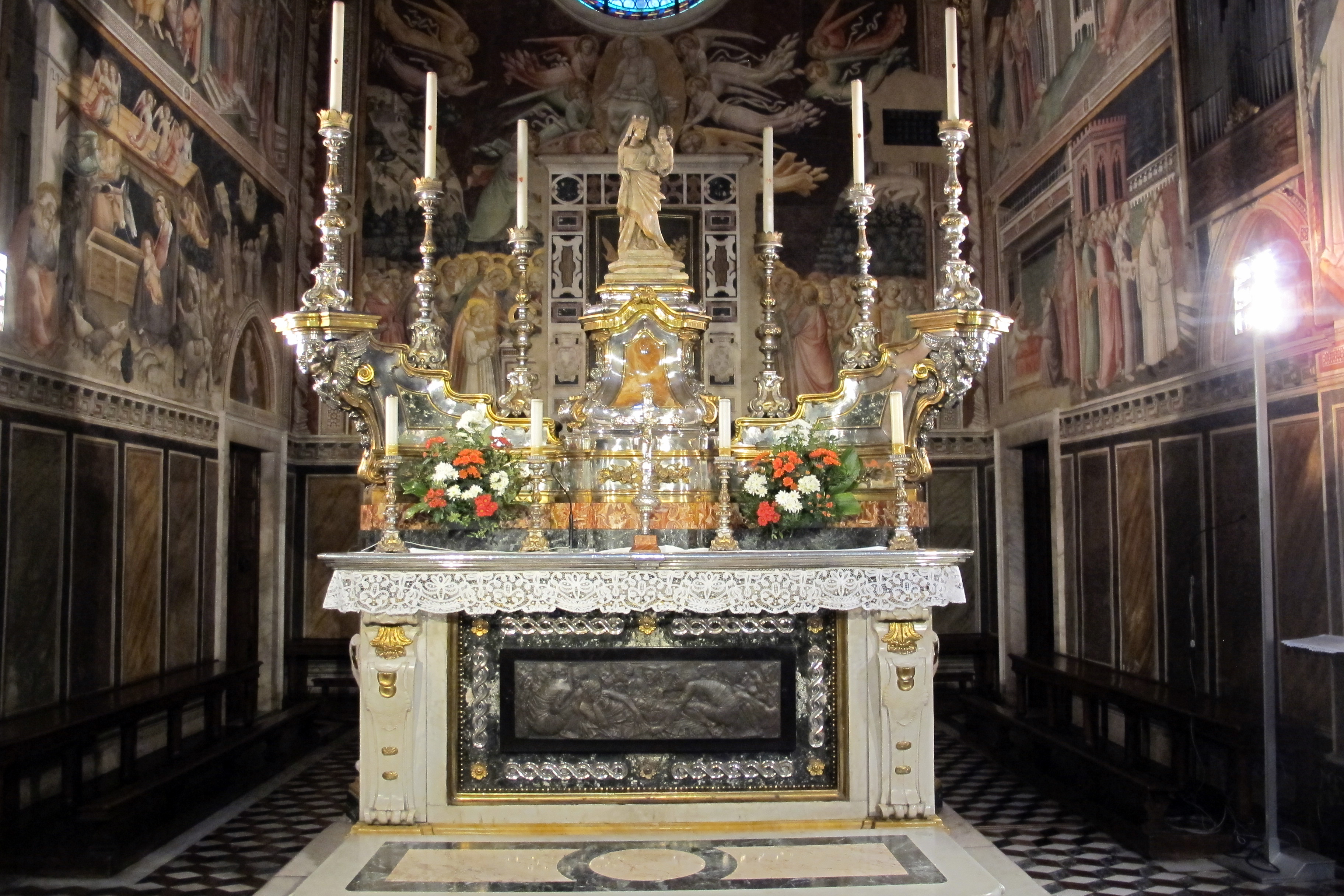
"Capela do Cinto", na Catedral de Prato, onde está abrigada a relíquia.

A relíquia em Prato é mantida num relicário na Cappella del Sacro Cingolo da catedral da cidade e ainda é exibida anualmente em cinco datas diferentes: o aniversário da Virgem (8 de setembro), no domingo de Páscoa, no dia 1 de maio,  na Festa da Assunção (15 de agosto) e no Natal. Na Idade Média, as exibições coincidiam com os três dias da feira comercial de Prato e eram acompanhadas por elaboradas cerimônias e festividades cívicas. Depois de 1348, assuntos relacionados às relíquias passaram a ser controlados pela "Opera del Sacro Cingolo", um corpo leigo eleito pelo conselho da cidade e que retinha um terço das receitas coletadas dos peregrinos para custear seu trabalho.
Depois de uma tentativa de roubo em 1312 e do crescente número de peregrinos, a cidade decidiu construir uma nova capela na catedral especificamente para guardar a relíquia, que antes ficava no coro. A nova capela fica do lado ocidental do corredor esquerdo, perto da porta principal. Ela começa com uma área gradeada abaixo do primeiro arco da nave, mas se estende em direção a uma nova seção construída para fora antiga parede da catedral. A finalização da capela tomou o resto do século e o cinto foi finalmente instalado no local no domingo de Páscoa de 1395. A capela foi decorada com afrescos com "Histórias da Virgem e do Cinto" (1392–5), de Agnolo Gaddi. O altar do século XVIII, que abriga o cinto, é coroado por uma "Madona com o Menino" em mármore (c. 1301), considerada uma das obras-primas de Giovanni Pisano.
Presumivelmente por ter sido mantido sempre dobrado no relicário e também pela existência de muitas relíquias rivais, é claro que os artistas toscanos que tentaram representá-lo em suas obras não concordam sobre qual seria sua forma exata, mas diversos nós em toda sua extensão e extremidades bifurcadas ou com pendões são características comuns.
Dois sucessivos púlpitos para as exibições públicas da relíquia em Prato foram construídos, o primeiro ficava aparentemente dentro da catedral e se perdeu, mas provavelmente era decorado com os relevos do século XIV que agora estão no museu da catedral. O segundo foi construído fora da catedral, projetando-se de um canto do edifício, na década de 1430 por Donatello e Michelozzo, com um friso de putti. Ele fica a grande altura e não permite que os fieis tenham uma boa vista da relíquia quando ela é exibida. Este púlpito é utilizado ainda hoje, mas os frisos, já bastante gastos, foram substituídos por cópias e os originais, levados para o museu da catedral. Lá está também o relicário, de Maso di Bartolomeo (1446-7), decorado com putti similares ao do púlpito externo e é de Maso também as belíssimas grades renascentistas de metal que separam a Capela do Cinto do corredor e foram parcialmente financiadas pelos Medici. A relíquia em si está preservada hoje num relicário de vidro e metal posterior. O púlpito principal no interior da catedral, utilizado para os sermões normais e completado em 1473, está decorado com relevos do pupilo de Donatello, Antonio Rossellino, e Mino da Fiesole. O relevo do painel central é "Madonna della Cintola". A peça-de-altar do altar-mor da catedral, instalada em 1338, é a mesma cena, provavelmente de Bernardo Daddi, mas com o painel principal perdido. Finalmente, a catedral abriga ainda outros relevos e terracotas da Madona, por Ridolfo Ghirlandaio e outros.

## Na arte

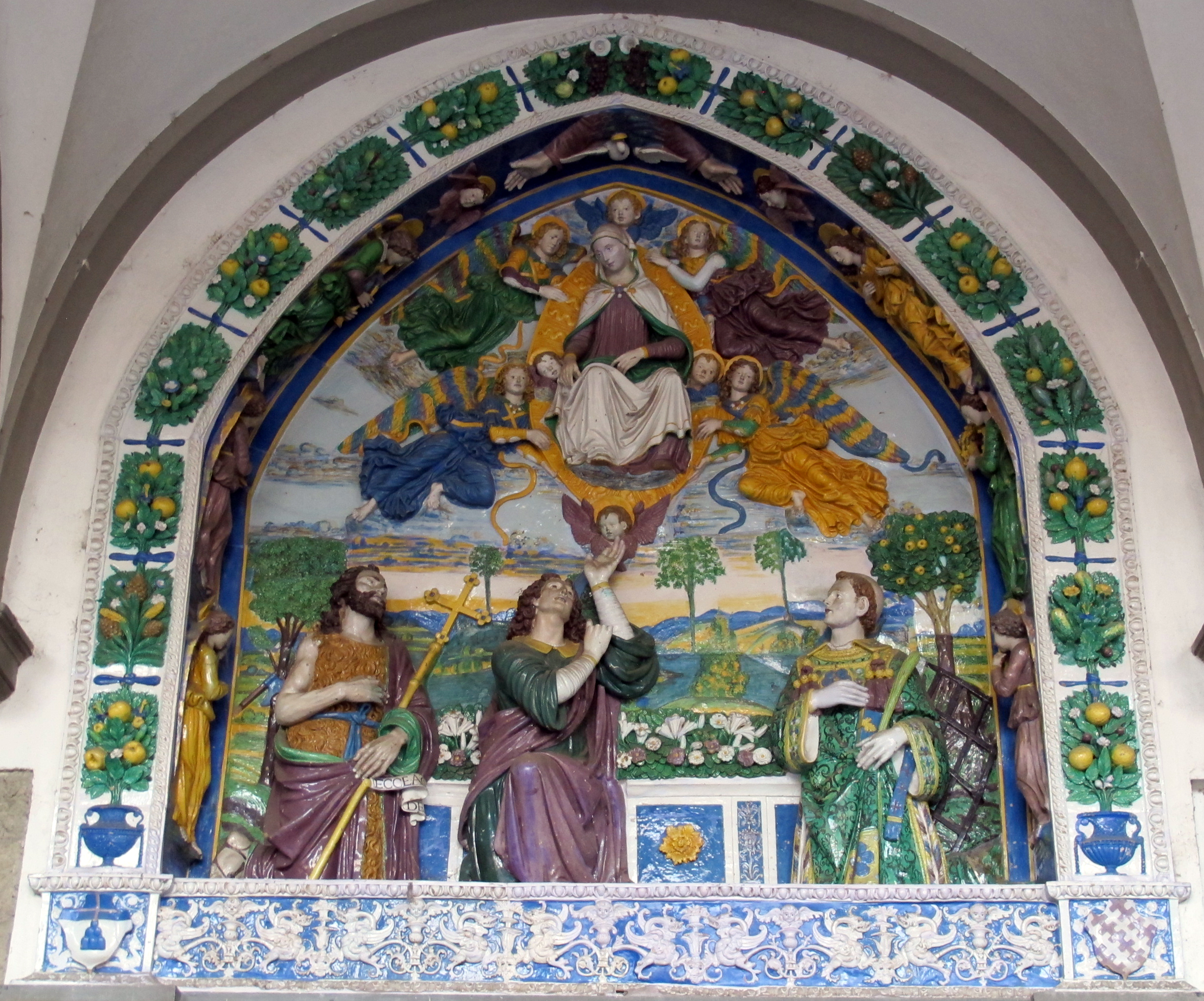
"Madona do Cinto".
Por Giovanni della Robbia.

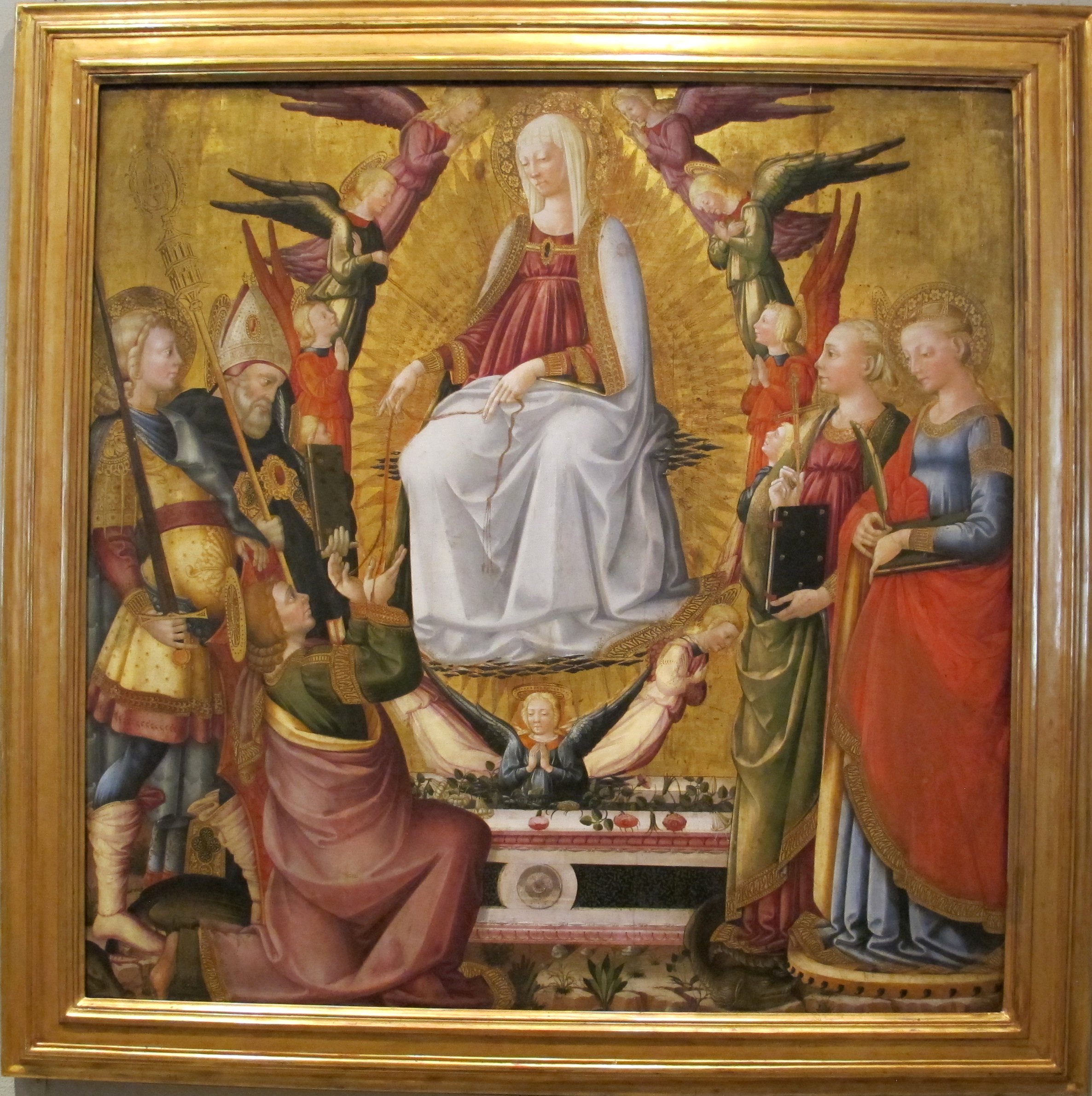
"Madona do Cinto".
Por Neri di Bicci e atualmente no Philadelphia Museum of Art.

Depois que Florença, a apenas alguns quilômetros de distância, assumiu o controle de Prato em 1350-1, o cinto passou a figurar na arte florentina e a aparecer nas vestes da Madona do Parto, uma figura icônica da Virgem Maria ainda grávida.
A versão mais simples da história, conhecida como "Madona do Cinto" (Madonna della Cintola) na arte, mostra, em sua forma básica, a Virgem no céu com Tomé no chão e o cinto sendo lançado ou entregue para ele. Geralmente Tomé está de frente para um sarcófago vazio, que havia sido ocupado pela Virgem, por vezes mostrado com flores nascendo dentro depois do episódio. Nas versões mais elaboradas, anjos, santos e retratos de doadores podem estar presentes. A versão da lenda na qual Tomé é o único apóstolo a de fato ver a Assunção significa que estas imagens podem legitimamente ser chamadas de "Assunção". Versões perdidas de Botticelli e Perugino (na Capela Sistina) são conhecidas através de desenhos.
O episódio aparece também em muitas obras mostrando a Assunção com outros apóstolos e no qual Tomé agarra o cinto que está caindo ou recebe o cinto e o segura, como é o caso no Retábulo Oddi (1492-4), de Rafael, e na "Assunção", de Ticiano, na Catedral de Verona. Ele também segura o cinto na "Madonna della Cintola" (1492-4; chamada geralmente de "Assunção"), de Pinturicchio, nos Apartamentos Bórgia do Palácio Vaticano, no qual ele é o único apóstolo. Uma peça-de-altar de Palma Vecchio, atualmente na Pinacoteca de Brera, em Milão, revela uma versão intermediária, com Tomé, à distância, correndo em direção aos demais apóstolos e a Virgem tirando o cinto.
Prato, um pouco ao norte de Florença, tinha a missão de defendê-la de ataques vindos de sua direção. A cidade foi tomada por Florença durante uma guerra contra Milão, pouco antes de uma invasão da Toscana por Oleggio Visconti, em 1351, mas a recém-guarnecida Prato foi ignorada e a própria Florença foi cercada, uma situação que só mudou no dia da Festa da Assunção. Foi um grande alívio, pois a maior parte das tropas florentinas estavam aquarteladas em Pistoia e Prato. Já foi sugerido que este período nervoso e a data do levantamento do cerco estimulou um significativo aumento das encomendas florentinas de obras relacionadas à história do cinto nos anos subsequentes. A mais notável e influente destas foi o relevo em tamanho maior que o natural para a parede do fundo do enorme santuário do sacrário de Orsanmichele, de Andrea Orcagna, em 1352-9. Em 1402, Gian Galeazzo Visconti, duque de Milão, novamente invadiu o território florentino e a relíquia foi levada em procissão à volta da cidade para protegê-la, o que, conta a lenda, impediu a invasão. Historicamente, incerto se esta procissão aconteceu ou não em 1351.

## Outras relíquias
Existem diversas relíquias supostamente originais do Santo Cinto em todo o mundo cristão, um número inflado por relíquias "terciárias" de cintos que tocaram o suposto cinto verdadeiro — Isabel de York, esposa de Henrique VII da Inglaterra, comprou uma destas de um frade para ajudar em sua gravidez e havia uma "original" na Abadia de Westminster, em Londres. O cinto de Prato é sem dúvida a relíquia de melhor reputação no ocidente e sua história inclui uma procedência lendária envolvendo um comerciante de Prato chamado Michele Dagomiri que se casou com uma mulher de Jerusalém que, por sua vez, era descendente de um sacerdote de rito oriental, com quem Tomé deixou o cinto antes de sua perigosa viagem à Índia. Documentos sugerem que a relíquia já estava em Prato na década de 1270 e pode ter chegado à cidade em 1194.
O "Cinto da Teótoco", que ficou por muito tempo na Igreja de Santa Maria de Blaquerna, em Constantinopla, e que está atualmente no Mosteiro Vatopedi, em Monte Atos, é a principal relíquia equivalente na Igreja Ortodoxa baseada na mesma lenda. Feito aparentemente de pelo de camelo e bordado em ouro pela imperatriz bizantina Zoé (978–1050). A Igreja Siríaca ainda venera uma relíquia, chamada de "Sonoro" em siríaco, em Homs, na Síria, que é uma parte de um cinto preservada na Igreja de Santa Maria do Santo Cinto, uma antiga igreja danificada na Guerra Civil Síria. A grande rival de Florença, Siena, adquiriu uma relíquia diferente do cinto em 1359 para o hospital Santa Maria della Scala e a Basílica de Nossa Senhora, em Maastricht, outra.